# Narbağı
Narbağı è un comune dell'Azerbaigian situato nel distretto di Lənkəran.